# Burundi világörökségi helyszínei
Burundi területéről eddig egy helyszín sem került fel a világörökségi listára, tíz helyszín a javaslati listán várakozik felvételre. 
| Név                                                          | Kép | Típus      | Kritérium | Év   | Link |
| ------------------------------------------------------------ | --- | ---------- | --------- | ---- | ---- |
| Burundi királyi rezidenciája                                 |     | Kulturális | I, IV     | 2007 |      |
| Mugamba hagyományos lakóhelyei                               |     | Kulturális | IV        | 2007 |      |
| Muramvya, Mpotsa és Nkiko-Mugamba szent természeti területei |     | Vegyes     | Vi, VII   | 2007 |      |
| Gasumo a Nílus legdélebbi forrásvidéke                       |     | Természeti | VII       | 2007 |      |
| Rwihinda-tó madármenedék                                     |     | Természeti | VII, IX   | 2007 |      |
| A Tanganyika-tó                                              |     | Természeti | VII, X    | 2007 |      |
| Ruzizi természetvédelmi terület                              |     | Természeti | VII, IX   | 2007 |      |
| Kibira Nemzeti Park                                          |     | Természeti | VII, IX   | 2007 |      |
| Ruvubu Nemzeti Park                                          |     | Természeti | VII, IX   | 2007 |      |
| Karera zuhatagjai és Nyakazu vízesése                        |     | Vegyes     | VI, VII   | 2007 |      |